# Saúl Morales
Saúl Morales Corral (* 3. Mai 1974 in Madrid; † 28. Februar 2000 in Caucete, Argentinien) war ein spanischer Radrennfahrer.
Von 1993 bis 1998 fuhr Saúl Morales für die Amateur-Mannschaft Alcosto-U.C. Fuenlabrada. 1999 wurde das Team in eine Profi-Mannschaft umgewandelt, und er wurde übernommen. Im selben Jahr gewann er eine Etappe bei der Venezuela-Rundfahrt sowie die Bergwertung beim Cinturón a Mallorca.
Im Februar 2000 startete Morales mit seiner Mannschaft bei der Argentinien-Rundfahrt. Die Rundfahrt war chaotisch organisiert, führte über schlechte Straßen, die zudem nicht ordnungsgemäß für den Verkehr gesperrt waren, und extrem steile Anstiege in den Anden. Die Versorgung der Rennfahrer war unzureichend. Die Ergebnisse des Zeitfahrens wurden zugunsten einheimischer Fahrer manipuliert, und der argentinische Fahrer David Kenig wurde trotz positiven Dopingbefundes zum Sieger erklärt.
Auf der siebten Etappe der Rundfahrt kam dem Peloton ein Lastwagen entgegen und streifte Morales sowie den deutschen Fahrer Carsten Gottschalk. Gottschalk erlitt einen Schlüsselbeinbruch und Prellungen, Morales schwere Kopfverletzungen, an denen er starb. Daraufhin beendeten viele europäische Teams das Rennen. Gegen den LKW-Fahrer wurde wegen Totschlags ermittelt. Bis heute (Stand: 2014) hat keine Argentinien-Rundfahrt mehr stattgefunden.
Erst im Jahr zuvor war ein Teamkollege von Morales, Manuel Sanroma, bei der Katalonien-Rundfahrt tödlich verunglückt.